# Baykar
Baykar è un'azienda privata turca attiva nel settore della difesa ed in particolare nella produzione di aeromobili a pilotaggio remoto e sistemi di comando e controllo. Tra i principali clienti figurano le forze armate turche e le forze armate qatariote.

## Storia
Fu fondata nel 1986 da Özdemir Bayraktar col nome di Baykar Makina nel settore dell'industria automobilistica. Nel 2000 la società mosse i primi passi nella ricerca e nello sviluppo di componenti per aeromobili a pilotaggio remoto (APR), svolgendo la prima prova di volo nel 2004. Il prototipo del Bayraktar Mini UAV fu presentato nel 2005 e la produzione, per conto delle forze armate turche, iniziò nel 2006 e la prima consegna avvenne nel 2007. Contemporaneamente l'azienda sviluppò un modello di elicottero APR messo in produzione nel 2008 e ribattezzato Malazgirt Mini UAV.
Nel 2011 iniziò la produzione del Mini UAV per le forze armate qatariote.
Nel gennaio 2025 Baykar firma l'accordo preliminare per l'acquisizione dell'azienda Piaggio Aerospace.

## Prodotti
- Bayraktar Mini UAV (2006 - presente)
- Malazgirt Mini UAV (2008 - presente)
- Bayraktar TB2 (2014 - presente)
- Bayraktar Akıncı (2021 - presente)
- Baykar Cezeri (in sviluppo)
- Bayraktar Kızılelma (in sviluppo)
- Bayraktar TB3 (in sviluppo)
- Bayraktar VOL (in sviluppo)